# شوگر گروو (کارولینای شمالی)
شوگر گروو (به انگلیسی: Sugar Grove) یک منطقهٔ مسکونی در ایالات متحده آمریکا است که در شهرستان واتاگا، کارولینای شمالی واقع شده‌است. شوگر گروو ۸۱۶ متر بالاتر از سطح دریا قرار دارد.